# Teresa Berganza
Teresa Berganza Vargas, född 16 mars 1935 i Madrid, död 13 maj 2022 i San Lorenzo de El Escorial nära Madrid, var en spansk operasångerska (mezzosopran). Hon förknippas främst med sina roller i operor av Rossini, Mozart, och Bizet.

## Biografi

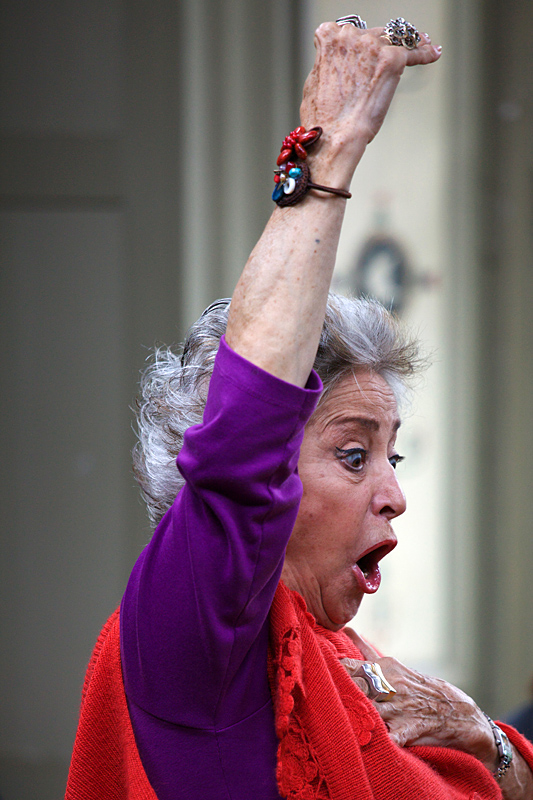
Tereza Berganza 2009.

Teresa Berganza föddes i Madrid, och studerade piano och sång vid Madrids konservatorium där hon vann första pris i sång 1954. Hon debuterade med en konsert i Madrid 1955.
Hennes operadebut var som Dorabella i Così fan tutte 1957 vid festivalen i Aix-en-Provence. Samma år debuterade hon vid Teatro alla Scala och året därpå i Glyndebourne. År 1959 framträdde hon i Covent Garden som Rosina i Barberaren i Sevilla, som kom att bli en av hennes signaturroller. År 1967 gjorde hon sin debut vid Metropolitan Opera som Cherubin i Figaros bröllop.
Som romanssångerska sjöng hon första gången i Carnegie Hall 1964. Hennes konsertrepertoar har bestått bland annat av spanska, franska, tyska och ryska romanser. Med sin make, pianisten Félix Lavilla, framträdde hon regelbundet och spelade in många skivor. Paret har tre barn, bland annat sopranen Cecilia Lavilla Berganza.

## Filmografi
Teresa Berganza har medverkat i nio spelfilmer, bland annat  Barberaren i Sevilla 1972, som Zerlina i Joseph Loseys Don Giovanni år 1979, och både Werther och Carmen 1980.